# Дронґі
Дронґі (пол. Drągi) — село в Польщі, у гміні Соколи Високомазовецького повіту Підляського воєводства.
Населення — 104 особи (2011).
У 1975-1998 роках село належало до Ломжинського воєводства.

## Демографія
Демографічна структура станом на 31 березня 2011 року:
|          | Загалом | Допрацездатний вік | Працездатний вік | Постпрацездатний вік |
| -------- | ------- | ------------------ | ---------------- | -------------------- |
| Чоловіки | 54      | 12                 | 33               | 9                    |
| Жінки    | 50      | 12                 | 26               | 12                   |
| Разом    | 104     | 24                 | 59               | 21                   |